# Nova Pádua
Nova Pádua este un oraș în Rio Grande do Sul (RS), Brazilia.